# Janoliva
Janoliva là một chi ốc biển, là động vật thân mềm chân bụng sống ở biển trong họ Olividae.

## Các loài
Các loài thuộc chi Janoliva bao gồm:
- Janoliva amoni (Sterba & Lorenz, 2005)[2]
- Janoliva simplex (Pease, 1868)[3]
- Janoliva simplex (Pease, 1868)[3]